# Église Saint-Roch de La Canée
L'église Saint-Roch (grec moderne : Εκκλησία Αγίου Ρόκκου) est une église catholique dédiée à Roch de Montpellier et située dans la ville de La Canée, sur l'île de Crète, en Grèce.

## Histoire et description
Construite en 1630 par la famille vénitienne des Paolini, à la suite de l'épidémie de peste ayant frappé la ville de La Canée, l'église Saint-Roch est dédiée au saint protecteur contre celle-ci.
Au cours de la période d'occupation ottomane de l'île de Crète, l'église est utilisée en tant qu'avant-poste militaire, tandis que les Turcs renoncent à procéder à la démolition de l'édifice, conscients de la dévotion de la population locale envers ce saint, protecteur contre les épidémies. Jusqu'en 1925, l'église est le poste principal de la gendarmerie de la ville.
L'église Saint-Roch, en bon état de conservation, est de forme générale carrée avec un pignon. Sous la corniche, du côté sud, est gravée une inscription en langue latine : « DEO O (PTIMO) .M. (AXIMO) ET D (IVO). ROCCO DICATVM. MDCXXX. », soit, « À Dieu tout puissant et très grand et à saint Roch 1630 ».
L'église demeure l'un des monuments vénitiens les plus importants de la ville de La Canée.